# 黄雷乡
黄雷乡，是中华人民共和国湖南省怀化市新晃侗族自治县下辖的一个乡镇级行政单位。

## 行政区划
黄雷乡下辖以下地区：
寸口村、万家村、宋寨村、板凳寨村、转水村、城堡村、黄鹂村、茅坪村、绞碧村、岑棚村和大田村。